# Friedrich Adolph Jay
Friedrich Adolph Jay (* 20. Oktober 1791 in Frankfurt am Main; † 10. Dezember 1867 ebenda) war ein deutscher Kaufmann und Abgeordneter.

## Leben
Jay lebte als Bankier und Kaufmann in Frankfurt am Main. Die Firma Gebrüder Jay Frankfurt und Leipzig war eine Tuchhandlung. 
Außerdem war er Teilhaber bei August Wagener & Co, Livorno und Christ. Spiess-Jay, New York. Von 1831 bis 1839 war er Mitglied der Frankfurter Handelskammer. Er war Mitgründer der Frankfurter Bank und deren zweiter Vorsitzender.
Von 1829 bis 1836 war er Mitglied im Gesetzgebenden Körper der Freien Stadt Frankfurt. Zwischen 1831 und 1836 gehörte er auch der Ständigen Bürgerrepräsentation an.